# Shirley Stobs
Shirley Anne Stobs (* 20. Mai 1942 in Miami, Florida) ist eine ehemalige Schwimmerin aus den Vereinigten Staaten. Sie gewann bei den Olympischen Spielen 1960 eine Goldmedaille und bei den Panamerikanischen Spielen 1959 je eine Gold- und Silbermedaille.

## Sportliche Karriere
Shirley Stobs erschwamm ihren einzigen Meistertitel der Amateur Athletic Union 1959 über 100 Yards Freistil. Bei den Panamerikanischen Spielen 1959 in Chicago gelang den Schwimmerinnen aus den Vereinigten Staaten auf den beiden kurzen Freistilstrecken jeweils ein Dreifacherfolg. Über 100 Meter Freistil siegte Chris von Saltza vor Molly Botkin und Joan Spillane, über 200 Meter Freistil gewann Chris von Saltza vor Shirley Stobs und Joan Spillane. Die 4-mal-100-Meter-Freistilstaffel mit Botkin, Spillane, Stobs und von Saltza siegte in 4:17,5 Minuten mit 14 Sekunden Vorsprung vor den Kanadierinnen.
Im Jahr darauf belegte Stobs den vierten Platz bei den US-Ausscheidungen für die Olympischen Spiele in Rom. In der 4-mal-100-Meter-Freistilstaffel schwammen im Vorlauf Donna de Varona, Susan Doerr, Sylvia Ruuska und Molly Botkin und qualifizierten sich für den Endlauf. Im Finale siegten Joan Spillane, Shirley Stobs, Carolyn Wood und Chris von Saltza vor den Australierinnen und den Deutschen. Der dabei aufgestellte Weltrekord von 4:08,9 Minuten wurde erst 1964 unterboten. Schwimmerinnen, die nur im Vorlauf eingesetzt wurden, erhielten nach den bis 1980 gültigen Regeln keine Medaillen.
Die 1,62 m große Shirley Stobs schwamm für den Miami Shores Country Club.